# روزهای طلایی من
روزهای طلایی من (انگلیسی: My Golden Days) فیلمی در ژانر درام به کارگردانی ارنو دپلشن است که در سال ۲۰۱۵ منتشر شد.

## خلاصه فیلم
«پائول» در حالی‌که خود را برای ترک تاجیکستان آماده می‌کند، به دوران نوجوانی‌اش می‌اندیشد. دوران کودکی، دیوانگی مادر، مهمانی‌ها، سفر به شوروی سابق و…